# 小京口
小京口、新河口:33，位于江苏省镇江市润州区长江路的平政桥两侧，为长江与京杭大运河（江南运河）的交汇口。
镇江市境内共有五个京杭大运河（江南运河）与长江的交汇口，沿江自西向东依次是大京口、小京口、甘露口、丹徒口、谏壁口。
据《续纂江苏水利全案正编》记载，北宋时在大京口东增开新河，其入江口即小京口。南宋嘉定八年（1215年），在小京口以东开凿海鲜河、甘露港（关河河口，关河在历史上多次兴废）。在大京口以西开凿蒜山漕河，作为辅渠，引长江水注入运河。后，又在大京口、小京口、甘露港、丹徒、谏壁设石闸门，以引湖水入漕，提高运河水位。一系列举措，使镇江成为江南运河的主要入江口门。如《嘉定镇江志》所记：“出纳浮江之舟，拍岸洪流，畅无留碍，扬枻维楫，舟人叹呼”。:32—33
明代以来，以小京口为江南运河主要入江口，小京口亦是商贾云集的贸易集市:33。明朝正统元年（1435年）以蓄水建坝。民国二十三年（1934年），尚存闸址。建坝位置，称为小闸口。
2006年，小京口做为江河交汇处的三个子项之一，列入第六批全国重点文物保护单位——京杭大运河。